# Marathon de la route
La Marathon de la route è stata una corsa automobilistica disputata come rally dal 1931 al 1964 e come gara divelocità in circuito dal 1965 al 1971.

## Albo d'oro
| Anno | Nome                   | Piloti                                           | Vettura                | Serie                                 | Resoconto |
| ---- | ---------------------- | ------------------------------------------------ | ---------------------- | ------------------------------------- | --------- |
| 1931 | Liegi-Roma-Liegi       | Willy Toussaint Alphonse Evrard                  | Bugatti                | ?                                     | Resoconto |
| 1932 | Liegi-Roma-Liegi       | Orban de Xivry L. Havelange                      | Bugatti                | ?                                     | Resoconto |
| 1933 | Liegi-Roma-Liegi       | Télesphore George Collon                         | FN                     | ?                                     | Resoconto |
| 1934 | Liegi-Roma-Liegi       | Hans-Joachim Bernet Max Sailer                   | Mercedes-Benz          | ?                                     | Resoconto |
| 1934 | Liegi-Roma-Liegi       | Alphonse Evrard Jean Trasenster                  | Bugatti                | ?                                     | Resoconto |
| 1934 | Liegi-Roma-Liegi       | Paul Von Guilleaume L. Bahr                      | Adler                  | ?                                     | Resoconto |
| 1934 | Liegi-Roma-Liegi       | Van Naemen Ferruccio Canciani                    | Lancia                 | ?                                     | Resoconto |
| 1934 | Liegi-Roma-Liegi       | Peter Collin Collin                              | Bugatti                | ?                                     | Resoconto |
| 1934 | Liegi-Roma-Liegi       | Charles Lahaye René Quatressous                  | Renault                | ?                                     | Resoconto |
| 1934 | Liegi-Roma-Liegi       | Max Thirion Georges Bourianou                    | Bugatti                | ?                                     | Resoconto |
| 1935 | Liegi-Roma-Liegi       | Jean Trasenster Franz Breyre                     | Bugatti                | ?                                     | Resoconto |
| 1935 | Liegi-Roma-Liegi       | Charles Lahaye René Quatressous                  | Renault                | ?                                     | Resoconto |
| 1937 | Liegi-Roma-Liegi       | Karl Haeberle Wilhelm Glöckler                   | Hanomag                | ?                                     | Resoconto |
| 1938 | Liegi-Roma-Liegi       | Jean Trasenster Franz Breyre                     | Bugatti                | ?                                     | Resoconto |
| 1939 | Liegi-Roma-Liegi       | Jean Trasenster Franz Breyre                     | Bugatti                | ?                                     | Resoconto |
| 1939 | Liegi-Roma-Liegi       | Jean Trévoux Marcel Lesurque                     | Hotchkiss              | ?                                     | Resoconto |
| 1950 | Liegi-Roma-Liegi       | Claude Dubois Charles de Cortanze                | Peugeot 203            | ?                                     | Resoconto |
| 1951 | Liegi-Roma-Liegi       | Johnny Claes Jacques Ickx                        | Jaguar XK120           | ?                                     | Resoconto |
| 1952 | Liegi-Roma-Liegi       | Helmut Polensky Walter Schlüter                  | Porsche 356            | ?                                     | Resoconto |
| 1953 | Liegi-Roma-Liegi       | Johnny Claes Jean Trasenster                     | Lancia Aurelia B 20 GT | ERC ed ERC femminile                  | Resoconto |
| 1954 | Liegi-Roma-Liegi       | Helmut Polensky Herbert Linge                    | Porsche 356            | ERC, ERC femminile e Campionato belga | Resoconto |
| 1955 | Liegi-Roma-Liegi       | Olivier Gendebien Pierre Stasse                  | Mercedes-Benz 300 SL   | ERC, ERC femminile e Campionato belga | Resoconto |
| 1956 | Liegi-Roma-Liegi       | Willy Mairesse Willy Genin                       | Mercedes-Benz 300 SL   | ERC, ERC femminile e Campionato belga | Resoconto |
| 1957 | Liegi-Roma-Liegi       | Claude Storez Robert Buchet                      | Porsche 356 Speedster  | ERC, ERC femminile e Campionato belga | Resoconto |
| 1958 | Liegi-Roma-Liegi       | Bernard Consten Jean Hebert                      | Alfa Romeo             | ERC, ERC femminile e Campionato belga | Resoconto |
| 1959 | Liegi-Roma-Liegi       | Robert Buchet Paul Ernst Strähle                 | Porsche 356 Carrera    | ERC, ERC femminile e Campionato belga | Resoconto |
| 1960 | Liegi-Roma-Liegi       | Pat Moss Ann Wisdom-Riley                        | Austin-Healey 3000     | ERC, ERC femminile e Campionato belga | Resoconto |
| 1961 | Liegi-Sofia-Liegi      | Lucien Bianchi Georges Harris                    | Citroën DS 19          | ERC, ERC femminile e Campionato belga | Resoconto |
| 1962 | Liegi-Sofia-Liegi      | Eugen Böhringer Hermann Eger                     | Mercedes-Benz 220 SE   | ERC, ERC femminile e Campionato belga | Resoconto |
| 1963 | Liegi-Sofia-Liegi      | Eugen Böhringer Hermann Eger                     | Mercedes-Benz 230 SL   | ERC e Campionato belga                | Resoconto |
| 1964 | Spa-Sofia-Liegi        | Rauno Aaltonen Tony Ambrose                      | Austin Healey 3000     | Campionato belga                      | Resoconto |
| 1965 | 82 Ore del Nürburgring | Henri Greder Johnny Rives                        | Ford Mustang           | Campionato Europeo Turismo            | Resoconto |
| 1966 | 84 Ore del Nürburgring | Julien Vernaeve Andrew Hedges                    | MG B                   | Campionato Europeo Turismo            | Resoconto |
| 1967 | 84 Ore del Nürburgring | Edgar Herrmann Jochen Neerpasch Vic Elford       | Porsche 911            | Campionato Europeo Turismo            | Resoconto |
| 1968 | 84 Ore del Nürburgring | Herbert Linge Dieter Glemser Willi Kauhsen       | Porsche 911            | Campionato Europeo Turismo            | Resoconto |
| 1969 | 84 Ore del Nürburgring | Harry Källström Sergio Barbasio Tony Fall        | Lancia Fulvia Coupé HF | Campionato Europeo Turismo            | Resoconto |
| 1970 | 84 Ore del Nürburgring | Gérard Larrousse Helmut Marko Claude Haldi       | Porsche 914            | Campionato Europeo Turismo            | Resoconto |
| 1971 | 96 Ore del Nürburgring | Jacques Henry Maurice Nusbaumer Jean-Luc Thérier | Alpine-Renault A110    | Campionato Europeo Turismo            | Resoconto |